# Jim Cantrell
Pour les articles homonymes, voir Cantrell.
Jim Cantrell (né le 5 octobre 1965) est un entrepreneur, ingénieur en mécanique et pilote de course automobile américain. Il est le PDG et cofondateur de Phantom Space Corporation, qui vise à développer des technologies de transport spatial. Après avoir travaillé pour l'agence spatiale française CNES (Centre national d’études spatiales), ainsi qu'au Jet Propulsion Laboratory de la NASA, il a exercé pendant quinze ans comme consultant indépendant pour des entreprises aérospatiales, et a fait partie des équipes fondatrices de SpaceX et de Moon Express. Cantrell a été consultant pour SpaceX et mentor industriel d’Elon Musk lors du lancement de SpaceX en 2002.
Ingénieur en mécanique de profession, Cantrell participe régulièrement à des courses automobiles sur circuit.

## Jeunesse et études
Cantrell est né et a grandi à Yucaipa, Californie, et a fréquenté le lycée à San Jose, Californie. En 1983, il s’est inscrit à l’Université d'État de l'Utah pour y suivre un baccalauréat en génie électrique, mais il s’est ensuite réorienté vers le génie mécanique. En parallèle de son cursus, il a travaillé comme ingénieur de recherche au Jet Propulsion Laboratory (JPL) pendant un an, à partir de 1987. Il a travaillé sur des technologies d’exploration de Mars au JPL, notamment sur les missions des rovers et des ballons martiens.
Il a terminé son baccalauréat en 1988 et a commencé un master en génie mécanique à l’Université d’État de l’Utah, tout en travaillant comme ingénieur de recherche au Space Dynamics Laboratory de l’université, se concentrant à nouveau sur l’exploration martienne. Durant cette période, il a commencé à travailler sur le Mars Snake, un exosquelette en titane de 30 pieds conçu pour naviguer sur les terrains difficiles de Mars.

## Carrière

### Débuts de carrière
Cantrell a rejoint le Centre national d’études spatiales (CNES) en 1990 après avoir terminé son master. Il est parti en France pour travailler sur un programme martien conjoint franco-soviétique et a contribué au développement du Mars Snake pour la mission en ballon Mars 94/96. Il est retourné aux États-Unis en 1992 pour rejoindre le Space Dynamics Laboratory, où il a dirigé l’ingénierie des systèmes de trois petits satellites destinés au Département de la Défense des États-Unis.
Il a également travaillé sur divers programmes conjoints de défense antimissile menés entre les États-Unis et la Russie. En 1996, alors qu’il séjournait en Russie, il a été arrêté à la suite de problèmes liés à un satellite sur lequel il travaillait, mais a été relâché après quelques semaines grâce à l’intervention d’Al Gore. Cantrell a été promu directeur du développement des programmes en 1997.
En 2001, Cantrell a commencé à travailler comme consultant indépendant et a occupé le poste de chef de programme pour le programme privé de voile solaire connu sous le nom de Cosmos 1. La même année, Elon Musk l’a contacté pour l’aider à organiser une mission vers Mars en utilisant des fusées russes, moins coûteuses que les fusées américaines. Lorsque Musk et Cantrell se sont rendus en Russie, les autorités russes ont refusé de leur vendre des fusées, ce qui a conduit Musk à décider de construire ses propres lanceurs. Musk a fondé SpaceX avec l’aide de Cantrell en tant que consultant, mais ce dernier a choisi de ne pas rejoindre l’entreprise.

### Strategic Space Development
Après avoir mis fin à sa collaboration avec SpaceX, Cantrell a fondé Strategic Space Development, une société de conseil en aérospatiale et en technologies, où il a occupé les postes de président et de PDG. L’un des projets majeurs entrepris par Strategic Space fut le projet Light Sail, dirigé par la The Planetary Society, où Cantrell a agi comme chef de projet de 2008 à 2012. Strategic Space a participé à plus de 46 développements de satellites, dont NuStar, Juno, Skybox Imaging et Iceye X-1.
En 2010, les fondateurs de Moon Express ont approché Cantrell afin de solliciter son aide pour développer un service commercial de transport robotisé vers la Lune. Cantrell est devenu membre de l’équipe fondatrice de Moon Express, et a par la suite été nommé directeur technique (CTO) de l’entreprise. Le magazine Forbes a classé Moon Express parmi les « noms à connaître » en 2011,.
Parmi les clients de StratSpace figuraient la NASA, Lockheed Martin, Boeing, Northrop Grumman et Orbital Sciences.
Durant son mandat chez Strategic Space, Cantrell a également participé au développement technique et financier de plusieurs start-up, notamment Skybox Imaging, Atlas Ground Systems, Iceye, PlanetIQ, York Space Systems et Black Sky.

### IDair
En 2013, Cantrell a été nommé PDG d’IDair, une entreprise spécialisée dans les technologies d’authentification biométrique, afin de redresser la société et de résoudre ses litiges juridiques en cours. En tant que PDG, il a réorganisé l’entreprise et dirigé les efforts de développement de produits. Il a quitté son poste en 2014 après avoir obtenu un règlement judiciaire favorable de 17 millions de dollars pour IDair.

### Vector
En 2015, Cantrell a approché John Garvey avec une idée d’entreprise visant à développer des micro-lanceurs pour desservir le marché des microsatellites. Vector a racheté l’entreprise de Garvey, Garvey Spacecraft, afin d’accélérer le développement de lanceurs et de réduire le temps de mise sur le marché. Cantrell a quitté son poste de PDG chez Strategic Space Development (aujourd’hui appelée StratSpace) pour devenir PDG de Vector.
Fin 2019, Vector avait levé 100 millions de dollars en financement de capital-risque et obtenu 2,5 millions de dollars de contrats. L’entreprise prévoyait initialement de lancer son premier véhicule orbital à la mi-2018, mais des problèmes de développement ont repoussé le lancement à la mi-2020,. En août 2019, l’un des principaux investisseurs de Vector s’est retiré, provoquant le licenciement massif des 180 employés de l’entreprise.

### Phantom Space
Cantrell a fondé Phantom Space en 2019 avec Mike D’Angelo. Basée en Arizona, l’entreprise prévoit de fabriquer un nombre suffisant de fusées pour effectuer 100 lancements par an. Cantrell a décrit Phantom Space comme voulant devenir le « Henry Ford » de l’industrie spatiale, en référence à ses efforts pour industrialiser la production de fusées et de véhicules spatiaux.
Parmi les projets figure la fusée Daytona de Phantom, longue d’environ 18,5 mètres, capable de lancer près de 450 kg en orbite terrestre basse pour un coût de 4 millions de dollars par mission.
Phantom travaille également sur un réseau de communication appelé Phantom Cloud, que Cantrell décrit comme un « internet par satellite pour l’espace ». Il s’agit essentiellement d’un réseau que les satellites peuvent utiliser pour communiquer entre eux ou avec des systèmes au sol.

### Conseils consultatifs
Au cours de sa carrière, Cantrell a siégé aux conseils d’administration de plusieurs entreprises du secteur aérospatial. En 2004, il est devenu membre du conseil d’administration de la Paragon Space Development Corporation et y a siégé jusqu’en 2013. Il a également été membre du conseil consultatif de la Planetary Society de 2007 à 2012. Il a siégé aux conseils consultatifs de ATLAS Space, Morf3D, ICEYE et York Space Systems. Cantrell a également participé pendant 15 ans à des jurys de sélection de la NASA, chargés d’évaluer des propositions de missions d’exploration de l’espace lointain et de science spatiale.

### Course automobile
Cantrell a commencé à faire de la course sur karting durant son adolescence, avant de se tourner vers le dragster entre 1982 et 1985. Il a commencé à poursuivre une carrière dans la course automobile en 2005. Depuis, il a participé aux 25 Heures de Thunderhill, aux 24 Heures de Daytona Classic, aux championnats SCCA GT-1 (avec des classements nationaux à la 13e et 7e place), ainsi qu’à des courses historiques à travers les États-Unis. Il a été champion régional de la SCCA en Arizona dans la catégorie C Sports Racing en 2013 et 2014, et siège depuis 2012 au conseil d’administration de la région Arizona du Sports Car Club of America où il occupe actuellement le poste de Directeur régional (Regional Executive),.
En 2005, il a fondé Vintage Exotics Competition Engineering, une entreprise spécialisée dans la conception et la restauration de voitures de course anciennes. Il a également été instructeur de pilotage de compétition chez Raptor Motorsports de 2010 à 2012,.

### Livres publiés par Cantrell
En avril 2023, Cantrell a publié son premier livre intitulé Breaking All The Rules: The Inside Story Of The New Space Race. Cet ouvrage retrace les origines d'une seconde course à l’espace qui a débuté à la fin de la course spatiale américano-soviétique des années 1960, et qui a finalement conduit à la création de SpaceX et à la croissance explosive de l’industrie spatiale commerciale. L’histoire met en lumière la manière dont cette révolution a commencé avec un groupe d’ingénieurs et de scientifiques marginaux ; Cantrell y décrit les événements à la première personne, relatant ses débuts aux côtés d’Elon Musk et de SpaceX, et comment la nouvelle économie spatiale a été propulsée par les investissements et la vision de milliardaires tels que Musk, Jeff Bezos et Richard Branson.